# Witnekgierzwaluw
De witnekgierzwaluw (Streptoprocne semicollaris) is een vogel uit de familie Apodidae (gierzwaluwen).

## Verspreiding en leefgebied
Deze soort is endemisch in westelijk Mexico.

## Status
De totale populatie is in 2019 geschat op 50-500 duizend volwassen vogels. Op de Rode lijst van de IUCN heeft deze soort de status niet bedreigd.